# Lester Etien
Lester Etien (Francia, 21 de junio de 1995) es un jugador profesional francés de rugby que se desempeña en la posición de wing izquierdo en Stade Français Paris, equipo perteneciente a la liga Top 14.

## Carrera
Etien es un jugador de formación francesa (JIFF). Comenzó su carrera deportiva con el equipo Rugby Club Massy Essonne, en el cual jugó cuatro temporadas (2014-2018), después pasó a Stade Français Paris, donde lleva jugando seis temporadas.